# Stanisław Basaj
Stanisław Basaj ps. „Kraska”, „Ryś” (ur. 24 listopada 1917 w Polanach (okolice Tokaruszczyzny), zm. 25 marca 1945 w Kryłowie) – polski partyzant, członek Związku Walki Zbrojnej, organizator i dowódca największego oddziału Batalionów Chłopskich walczącego z Niemcami i Ukraińską Powstańczą Armią podczas II wojny światowej. Zginął w zasadzce zorganizowanej w Kryłowie przez oddział UPA „Jahody”.

## Życiorys
Urodził się w 1917 w Polanach w rodzinie chłopskiej. Ze służby wojskowej, którą rozpoczął jako ochotnik, zrezygnował w 1937 z powodu choroby ojca i zajął się pracą w gospodarstwie. Był działaczem Związku Młodzieży Wiejskiej „Wici”. Pod koniec 1938 ożenił się z Genowefą Kołtoniuk, z którą miał dwie córki.

### Wojna obronna
Jako kapral 2 pułku strzelców konnych z Hrubieszowa brał udział w wojnie obronnej 1939, w której wyróżnił się męstwem w bitwie pod Mokrą i uczestniczył w brawurowym nocnym wypadzie na Kamieńsk; po jej zakończeniu dowodził małym oddziałkiem partyzantki powrześniowej, który w okresie od listopada 1939 do stycznia 1940 stoczył kilka potyczek z patrolami Wehrmachtu. W styczniu 1940 wstąpił do Związku Walki Zbrojnej (ZWZ) i stał się aktywnym organizatorem konspiracji w południowej części powiatu Hrubieszów.

### Działalność w Batalionach Chłopskich
Po zorganizowaniu oddziałów BCh przeszedł do tej organizacji. Od wiosny 1942 tworzył oddział specjalny (OS) do walki bieżącej; OS od początku swojego istnienia przybrał specyficzny charakter, gdyż oprócz tzw. akcji antykontyngentowych nastawiony był na zbrojną obronę ludności polskiej przed niemiecką żandarmerią, Grenzschutzem i przed liczną na tym terenie kolaboracyjną policją ukraińską. W drugiej połowie 1942 doszło do 4 dużych starć, z których OS „Rysia” wyszedł zwycięsko (pod Kryłowem, Mirczem, Poturzynem i Kosmowem); wykonano też kilka rutynowych akcji przeciwkontyngentowych. Ponadto zlikwidował oficera Ukraińskiej Policji w Hrubieszowie o nazwisku Malesza i  kilku innych policjantów. Niemcy już w 1942 wyznaczyli za schwytanie lub zabicie Basaja dużą nagrodę.

### Obrona Zamojszczyzny przed niemieckimi wysiedleniami
Od listopada 1942 rozpoczęła się na Zamojszczyźnie realizacja kolejnej fazy Generalnego Planu Wschód, zatwierdzonej przez Heinricha Himmlera 12 czerwca 1942; w ślad za tym Himmler wydał kolejne rozporządzenie (12 listopada 1942), które było formalnym aktem uznającym Zamojskie za pierwszy obszar osadniczy (Siedlungsstutzpunkte) w Generalnym Gubernatorstwie (GG); w GG miało być ich 14. 28 listopada 1942 rozpoczęła się wielka akcja wysiedleńcza, której brutalność i bestialstwo nie miały precedensu w dziejach Europy; nocą otaczano wsie, spędzano całą ludność na wybrany plac, często mordując niedołężnych i opornych; dokonywano także segregacji ludności; część zostawiano w charakterze parobków, nielicznych przeznaczano do zniemczenia, pozostałych zaś kierowano bądź do obozów przesiedleńczych lub koncentracyjnych, bądź do osiedlenia w innych rejonach kraju; dzieci odłączano i kierowano w głąb kraju lub do obozów koncentracyjnych, a „rasowo czyste” na zniemczenie; ponieważ akcja odbywała się późną jesienią i zimą, po kraju krążyły pociągi pełne zamarzniętych trupków dziecięcych.
Na miejsca wysiedlonych Polaków przywożono kolonistów niemieckich z prawie całej Europy – z Rzeszy, Besarabii, Rumunii, Słowenii i z ZSRR; specjalną politykę zastosowano wobec miejscowych Ukraińców („Ukraineraktion”), osadzając ich na wybrzeżach osiedleńczego pasa, by chronili Niemców przed atakami polskiej konspiracji.
Polska Walcząca zdecydowanie zareagowała na niemiecki gwałt, a opór przybrał takie rozmiary, że nazwano go powstaniem zamojskim; miał w tym swój znaczny udział również Basaj, który natychmiast zamienił swój OS w silny oddział partyzancki. 15 stycznia 1943 stoczył w Tuchaniach pod Dubienką walkę z żandarmerią niemiecką i policją ukraińską, zadając wrogowi ciężkie straty; 20 stycznia jego stuosobowy oddział zaatakował w Józefowie żandarmerię i policję niemiecką, odnosząc zwycięstwo; w pościgu za Niemcami stoczył potyczki w Bokini i Wysokim; w lutym zaatakował bazę ukraińską w Kryłowie, likwidując policjantów i rozbił oddział Kozaków we wsi Małków; stoczył całodzienną bitwę pod Modryniem i Mirczem, zadając wrogom duże straty; 15 i 17 marca zlikwidował posterunki ukraińskie w Modryniu i Łaskowie. 18 marca batalion „Rysia” dokonał operacji przeciw oddziałom nacjonalistów ukraińskich we wsi Górki i w pościgu za nimi rozbił niemiecką kolumnę samochodową, niszcząc także dwa działa. 20 marca uratował przed wymordowaniem polską ludność we wsi Modryń, wypierając stamtąd oddział UPA. 3 kwietnia, atakując Prehoryłe, rozbił oddział UPA i wziął odwet za mordowanie ludności polskiej. W maju walczył z Ukraińcami w Hołubie, z Niemcami pod Hrubieszowem. W Kolonii Prehoryłe rozbił oddział UPA i żandarmerii niemieckiej, mordującej ludność polską. 15 sierpnia 3 plutony z batalionu „Rysia” pod wsią Mieniany stoczyły zwycięską bitwę z policją ukraińską i oddziałami kolaboracyjnej ukraińskiej 14 Dywizji Grenadierów SS. 15 września 3 plutony z batalionu „Rysia” uderzyły na posterunek w Sahryniu, jednak bez powodzenia; jest to jedna z niewielu przegranych walk tego batalionu. 22 października 4 plutony z batalionu Basaja rozbiły oddział UPA i żandarmerii niemieckiej, ratując pacyfikowaną polską wieś Górka.

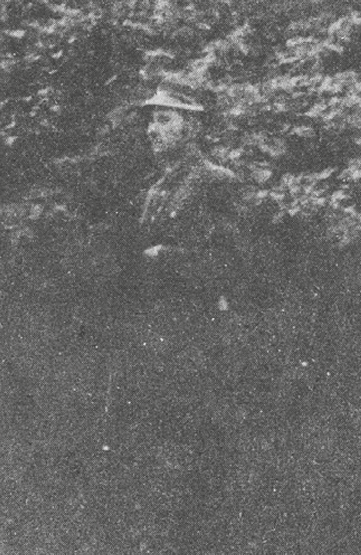
Stanisław Basaj przed bitwą pod Zabłociem

Późną jesienią i zimą batalion przebywał na kwaterach i przygotowywał się do dalszych walk; okres spokoju przerwał nieprzyjaciel; 29 stycznia 1944 oddziały 14 Dywizji Grenadierów SS w sile 2 kompanii zaatakowały wsie Górka-Zabłocie i Małków, gdzie na kwaterach stały oddziały AK oraz batalion „Rysia”; atak wroga odparto bez strat. następnego dnia 250 żołnierzy Basaja zaatakowało pod Małkowem oddział żandarmerii i policji ukraińskiej, zadając wrogowi ciężkie straty; w ten sposób uniemożliwiono wrogowi pacyfikację Małkowa. 14 lutego 140 żołnierzy z batalionu „Rysia” wraz z oddziałem AK, stoczyło pod Zabłociem całodzienny bój z Wehrmachtem, zadając Niemcom duże straty i zdobywając znaczne ilości sprzętu wojennego. 16/17 lutego w nocnej walce rozbito oddział UPA we wsi Prehoryłe. 27 lutego batalion Basaja stoczył pod Małkowem zwycięską potyczkę z oddziałem Grupy Bojowej SS Beyersdorf, i z Ukraińską Samoobroną Narodową (USN). Ratując ludność polską, zaatakował oddział 14 Dywizji Grenadierów SS oraz oddziały policji i żandarmerii pacyfikujących kolonię Górną i Łasków, odnosząc kolejne zwycięstwo; tego dnia Basaj wraz ze „Śmiałym” udając się po amunicję, stoczyli walkę z bojówką ukraińską we wsi Małków; zabito 2 bojówkarzy i zdobyto trochę broni.
28 lutego 1944 batalion „Rysia” i oddział AK „Czarusia” z obwodu hrubieszowskiego stoczyły bitwę z oddziałami niemieckimi w obronie pacyfikowanej wsi Małków; w czasie bitwy włączyły się do walki dalsze 3 plutony AK. Po wyparciu Niemców z Małkowa ich siły zostały wzięte w kleszcze z 3 stron; niemiecka ekspedycja zakończyła się klęską, poległo wielu żołnierzy wroga wraz z dowódcą, Polacy zdobyli dużą ilość broni i amunicji; partyzanci stracili 6 żołnierzy, a 16 odniosło rany; następnego dnia 3 plutony batalionu „Rysia” i pluton AK (dowodzony przez „Huragana”) pod osobistym dowództwem „Rysia” rozbiły we wsi Prehoryłe placówkę nacjonalistów ukraińskich; zabito kilkudziesięciu Ukraińców, wieś spłonęła; w czasie tej akcji rozbita została sotnia UPA „Bradiagi”. 5 marca 4 plutony z batalionu „Rysia” (116. żołnierzy pod dowództwem „Rysia” i pluton AK z kompanii „Czarusia” 35 żołnierzy) zostały zaatakowane w rejonie Prehoryłe – Małków przez silne oddziały 14 Dywizji Grenadierów SS i Ortschutzu; atak odparto z małymi stratami, zdobyto sprzęt.
Latem 1943 Niemcy praktycznie zaprzestali akcji wysiedleńczych na Zamojszczyźnie, gdyż nie posiadali już sił na dalszą realizację Generalnego Planu Wschód; pacyfikacje i operacje przeciw partyzanckie prowadzone były już raczej pod kątem zapewnienia bezpieczeństwa na zapleczu frontu; od wczesnej wiosny 1944 Zamojszczyzna przeżywała nową tragedię; nacjonalistyczny ruch ukraiński (OUN, UPA) wspomagany przez Niemców podjął skoncentrowane i bezwzględne działania, zmierzające do zepchnięcia lub likwidacji żywiołu polskiego z południowo-wschodnich powiatów w Zamojskiem (hrubieszowski, tomaszowski, biłgorajski); pod koniec lutego 1944 dowództwo UPA postanowiło przenieść działania na ziemie leżące na zachód od Bugu i Sanu. Zgrupowanie UPA pod dowództwem Myrosława Onyszkewycza przekroczyło Bug i dokonało masakry wsi polskich: Tarnoszyn, Posadów i Podlodów w powiecie tomaszowskim, a także wsi Ostrów i Chlewiska pod Bełżcem; w lesie między Dachnami i Monastyrem Ukraińcy wymordowali polską grupę partyzancką, wśród której znajdowali się spadochroniarze radzieccy i oddział AK „Krakusy”; równocześnie na ziemię lubaczowską wtargnęło zgrupowanie UPA Iwana Szpontaka „Żeleźniaka”; dokonało ono w kwietniu masakry polskich wsi Budka i Chotylub, i miasteczka Cieszanów; w kwietniu i maju na wschodnie obszary Zamojszczyzny wdarły się nowe oddziały UPA pod dowództwem płk. Ostróżki, w sile kilkunastu tysięcy strzelców; zmierzały one do opanowania rejonów południowo-wschodniej Polski (w dzisiejszych granicach) i utworzenia tu bazy operacyjnej do walki z Polakami; kurenie UPA zostały wsparte przez niemiecką policję, oddziały SS-Galizien oraz inne formacje kolaboranckie; w związku z tym dowództwo UPA zażądało kategorycznie, aby wszyscy Polacy opuścili do 6 kwietnia 1944 część Chełmskiego i Lubelskiego, a w pierwszej kolejności powiaty: chełmski, zamojski, hrubieszowski i tomaszowski; na tych  ziemiach, za zgodą Niemców, wprowadzono obok języków niemieckiego i polskiego, urzędowy język ukraiński.
Polacy skierowali do walki najlepsze oddziały partyzanckie, w tym 1 batalion BCh „Rysia”, liczący wówczas ok. 800 żołnierzy; 8 marca 1944 skoncentrowane oddziały policji ukraińskiej i 14 Dywizji Grenadierów SS, wspomagane oddziałami USN z Szychowic, Kryłowa i Gołębia napadły na kolonię Prehoryłe; na pomoc pacyfikowanej ludności pospieszyły 4 plutony z 1 batalionu „Rysia” oraz OP AK J. Ochmana („Kozaka”); po ciężkich walkach nacjonaliści ukraińscy zostali wyparci z kolonii, zostawiając liczne zwłoki pomordowanych polskich mieszkańców; następnego dnia Ukraińcy napadli ponownie na kolonię Prehoryłe, mordując mieszkańców i paląc wieś; batalion „Rysia” pospieszył mieszkańcom z pomocą; nacjonaliści ukraińscy zostali wyparci z kolonii i wycofali się do Kryłowa i okolic; nocą  z 9. na 10. marca batalion i wspomagające go oddziały AK Zenona Jachymka „Wiktora” uczestniczyły w zbrodni w Sahryniu. Według jednej wersji zniszczyły siedliska uzbrojonych oddziałów kolaboracyjnych we wsiach Miętkie, Turkowice, Terebiń, Szychowice, Łasków i Sahryń; bronione  były przez SS-manów z 14. Dywizji Grenadierów SS, policję ukraińską i placówki USN; akcja zakończyła się pogromem kolaborantów (zginęło 120 SS-manów, 20. żandarmów, 50. policjantów ukraińskich), ale także ludności cywilnej, przy minimalnych stratach własnych (1 zabity i 2 rannych).
15 marca 1944 „Ryś”, zaskoczony pod wsią Płoskie, rozbił patrol niemiecki; 16-17 marca 1 batalion stoczył walkę z grupą pacyfikacyjną złożoną z żandarmów, SS-manów i policji ukraińskiej z grupy UPA „Jahody” (w sile ok. 600. ludzi), która napadła na wieś Łasków, kolonię Zabłocie i Małków; batalionowi pomogły   oddziały AK M. Olszaka „Hardego” i A. Aleksandrowa „Brawury”; napastnicy zostali rozbici; w walce zginęło 30.  SS-manów i upowców, spalono 2 samochody; wsie zostały ocalone, straty własne wyniosły 3. zabitych i 2. rannych. Skuteczność działań „Rysia” spowodowała silną niemiecką reakcję; 19 marca jednostki 14 Dywizji Grenadierów SS, Ortschutzu, policji ukraińskiej,  częściowo Schupo i żandarmów (w sile ok. 800. ludzi), rozpoczęły zakrojoną na szeroką skalę operację przeciwko batalionowi Basaja i batalionowi AK „Wiktora”; gdy Niemcy okrążyli jeden z plutonów „Rysia” we wsi Łasków, na pomoc okrążonym pospieszyły główne siły batalionu Basaja i batalion „Wiktora”; „Ryś” wyparł nieprzyjaciela i opanował drogę Mircze-Kryłów; jednocześnie kompanie „Czarusia” i „Wiktora” z AK odrzuciły wroga z szosy Sokal-Hrubieszów i zajęły Mircze; po osiągnięciu tych celów oddziały polskie zdobyły ostatnie punkty oporu wroga w miejscowościach: Modryń, Modryniec i Masłomęcz; w trzeciej fazie działań zaatakowano ukraińskie bazy samoobrony we wsiach: Mieniany, Kozodawy, Cichobórz i Kosmów, wypierając całkowicie ich załogi; zadano nieprzyjacielowi znaczne straty; batalion „Rysia” stracił kilku zabitych i rannych.
21 marca 1944 drużyna z batalionu Basaja wracając z Tyszowiec w powiecie tomaszowskim, dokąd konwojowała ewakuowaną ludność polską, urządziła zasadzkę w pobliżu kolonii Marysin; w zasadzkę wpadł oddział żandarmerii niemieckiej, który po krótkiej walce został rozbity. 27. marca oddziały Grupy Bojowej SS Beyersdorf i Wehrmachtu ze 154 .Dywizji Piechoty (łącznie ok. 2 tysiące ludzi) zaatakowały placówkę BCh w Smoligowie; w okrążeniu znalazły się jednostki BCh z batalionu „Rysia” i część plutonu „Hardego” (łącznie ok. 80. żołnierzy); doszło do wielogodzinnego krwawego boju, który zakończył się klęską otoczonych oddziałów; w walce zginęło 33. partyzantów, a wielu było rannych.
W kwietniu 1944 batalion „Rysia” regenerował siły i przygotowywał się do nowych zadań; 3 maja batalion Basaja, liczący 670 ludzi, w czasie przemarszu do Puszczy Solskiej stoczył pod Krasnobrodem walkę z pociągiem pancernym; po zerwaniu toru kolejowego pociąg odjechał; batalion nie poniósł strat. 11 maja V batalion „Rysia” wspólnie z oddziałem AK J. Turowskiego „Norberta” wykoleiły obok stacji kolonii Krasnobród pociąg z amunicją; część eskorty zlikwidowano, część zbiegła w stronę stacji; zginęło kilkunastu Niemców; zdobyto broń i amunicję, zablokowano tor na 3 doby; 28 maja – 9 czerwca nad rzeką Tanew w obwodzie Biłgoraj stoczona została bitwa oddziałów partyzanckich polskich i radzieckich z brygadą kawalerii kałmuckiej; w bitwie wziął udział batalion „Rysia”; w ciągu dwutygodniowych walk front ustabilizował się na linii rzeki Tanwi i Wirawy  i na  skraju Puszczy Solskiej; oddziały Kałmuków zostały zmienione przez jednostki Wehrmachtu; działania niemieckie były przygotowaniem do akcji przeciwpartyzanckiej o kryptonimie „Sturmwind” („Wicher”); partyzanci polscy mieli 10. zabitych i 20. rannych; straty nieprzyjaciela wynosiły 120. zabitych Kałmuków i kilku Niemców.

### Operacja Sturmwind II
18–28 czerwca 1944 w Puszczy Solskiej na terenie obwodu biłgorajskiego miała miejsce jedna z największych operacji wojskowych przeciwko partyzantom pod kryptonimem „Sturmwind II” („Wicher II”). W olbrzymi kocioł dostały się zgrupowania partyzanckie AK, BCh, AL i oddziały radzieckie; na ogólną liczbę 3800 partyzantów oddziały BCh wystawiły 570, w tym 1 batalion „Rysia” – 300; Niemcy przeciwko oddziałom partyzanckim użyli ok. 30 tysięcy żołnierzy; oddziały BCh wchodzące w skład zgrupowania AK pod dowództwem mjra Edwarda Markiewicza „Kaliny”, stoczyły ciężkie boje i podjęły próbę przebicia się z okrążenia, lecz ponosząc duże straty, zostały odparte; z 1. batalionu poległo ok. 50. żołnierzy, wielu zostało rannych; części udało się wyjść z okrążenia. Basaj nie brał udziału w walce, gdyż z dwoma plutonami wyszedł w Puszczy Solskiej na teren powiatu krasnostawskiego. Dowódcą oddziału Rysia w walkach w Puszczy Solskiej był plut. Antoni Warchał „Szczerba” z Kryłowa, który poległ w walce na bagnach Maziarni. Była to ostatnia, choć przegrana, duża bitwa 1. batalionu BCh obwodu hrubieszowskiego; wykonano jeszcze kilka mniejszych akcji i walkę praktycznie zakończono 18 lipca 1944 potyczką z oddziałem Niemców i własowców, rabujących wieś Stasin; napastnicy wycofali się, tracąc kilku zabitych. Dalsze akcje zbrojne nie były już możliwe z uwagi na duże nasycenie terenu wojskiem niemieckim w związku ze zbliżającym się frontem wschodnim.

### Śmierć
„Ryś” był znienawidzony przez Ukraińców, z którymi w szeregach formacji MO toczył walki po przepędzeniu Niemców przez Armię Czerwoną. 25 marca 1945 w miasteczku Kryłów Ukraińcy zorganizowali zasadzkę w którą wpadł „Ryś”, pojmali go i w bestialski sposób zamordowali (miażdżąc ciało kieratem), a następnie pochowali w nieznanym do dzisiaj miejscu. Za ukrywanie „wroga Ukrainy” upowcy urządzili tzw. Krwawą Niedzielę w Kryłowie, zamordowanych zostało wtedy 17 funkcjonariuszy Milicji Obywatelskiej i 28. cywilów.
Według innej wersji Basaj stracił życie 27 marca 1945 r., po dwóch dniach od uprowadzenia z Kryłowa. (...) Był on przesłuchiwany w Liskach Waręskich w obecności najwyższych rangą członków podziemia ukraińskiego na Chełmszczyźnie, w tym prawdopodobnie referenta Służby Bezpieczeństwa OUN-B Łeonida Łapinśkiego „Zenona”. Tam też urywa się wszelki ślad po Basaju. Przypuszczalnie został on stracony w tej okolicy.

### Ocena działalności
Basaj odegrał w konspiracji polskiej znaczącą rolę; przez cały czas okupacji prowadził walkę z wrogiem; stworzył duży oddział partyzancki, który w 1944 osiągnął stan ok. 800 żołnierzy; działał w nadzwyczaj trudnym, bezleśnym terenie, gdzie Niemcy rozpoczęli realizację Generalnego Planu Wschód, ze wszystkimi tego konsekwencjami, a niedługo później wspomagani przez Niemców nacjonaliści ukraińscy podjęli próbę stworzenia „republiki banderowskiej” i „oczyszczenia” tych ziem z Polaków; akcje bojowe wykonywane przez 1. Batalion BCh obwodu hrubieszowskiego (lub przez jego wydzielone oddziały) były dobrze zorganizowane i skuteczne; uratowały od zagłady kilkanaście polskich wsi, stwarzały ochronę bojową ukrywającej się ludności i zadały wrogowi duże straty; tylko w dwóch przypadkach batalion „Rysia” poniósł klęskę, ale spowodowane to było przytłaczającą przewagą wroga; na szczególne uznanie zasługuje również wzorowa współpraca „Rysia” z innymi ugrupowaniami Polski Walczącej, a szczególnie z AK.

## Odznaczenia
- Krzyż Srebrny Orderu Virtuti Militari – pośmiertnie

## Upamiętnienie
Imię Stanisława Basaja noszą:
- Szkoła Podstawowa w Małkowie (obecnie nie funkcjonuje),
- ulica w Hrubieszowie,
- osiedle w Hrubieszowie